# جائزة إسبانيا الكبرى 1992
جائزة إسبانيا الكبرى 1992 هو سباق فورمولا 1 أقيم بتاريخ 3 مايو 1992 في حلبة دي كاتلونيا، برشلونة، إسبانيا. كان الرابع من أصل 16 في بطولة العالم لسباقات الفورمولا واحد موسم 1992. حلّ البريطاني نايجل مانسيل أولا بينما جاء الألماني مايكل شوماخر في المركز الثاني وحصل على المركز الثالث الفرنسي جان إليزي.